# كريستيان فرنانديز (لاعب كرة قدم)
كريستيان فرنانديز (بالإسبانية: Cristian Fernández)‏ هو لاعب كرة قدم إسباني، ولد في 22 ديسمبر 1988 في وادي الحجارة في إسبانيا. لعب مع بونفيرادينا وريكرياتيفو ونادي ألباسيتي ب ونادي ألباسيتي ونادي غوادالاخارا.

## وصلات خارجية
- كريستيان فرنانديز على موقع قاعدة بيانات كرة القدم.إي يو (الإنجليزية)
- كريستيان فرنانديز على موقع Soccerway.com (الإنجليزية)
- كريستيان فرنانديز على موقع AS.com (الإسبانية)